# فیلیپ مسیح
فیلیپ مسیح (انگلیسی: Philip of Jesus؛ ۱۵۷۲ – ۵ فوریه ۱۵۹۷ (سن ۲۴–۲۵)) قدیس مسیحی اهل مکزیک بود. مبلغی که یکی از ۲۶ شهید ژاپن و اولین مقدس مکزیکی و حامی شهر مکزیکو سیتی شد.